# Кор (Горња Саона)
Кор (фр. Corre) је насељено место у Француској у региону Франш-Конте, у департману Горња Саона.
По подацима из 2011. године у општини је живело 589 становника, а густина насељености је износила 64,51 становника/km².

## Демографија
| 1962. | 1968. | 1975. | 1982. | 1990. | 2011. |
| ----- | ----- | ----- | ----- | ----- | ----- |
| 595   | 667   | 689   | 766   | 684   | 589   |